# Eumerus nigrifacies
Eumerus nigrifacies är en tvåvingeart som beskrevs av Becker 1921. Eumerus nigrifacies ingår i släktet månblomflugor, och familjen blomflugor. Inga underarter finns listade i Catalogue of Life.